# Пантелеев, Ардальен Иванович
Ардальен Иванович Пантелеев (род. 12 декабря 1936 года) — российский политический деятель. Депутат Государственной Думы второго созыва (1995—1999).

## Биография
Окончил Высшую школу Министерства охраны правопорядка СССР по специальности «юрист-правовед»; полковник запаса;
В связи с назначением депутата М. В. Сеславинского руководителем Федеральной службы России по телевидению и радиовещанию по одномандатному избирательному округу № 119 были назначены дополнительные выборы депутата Государственной Думы Российской Федерации. Выборы прошли 27 сентября 1998 года. В них приняло участие 30,36 % избирателей. Ардальен Пантелеев получил 39151 голосов (27,90 %). Являлся членом депутатской группы «Народовластие», членом Комитета по безопасности.